# IC 3847
IC 3847 ist eine Spiralgalaxie vom Hubble-Typ S im Sternbild Coma Berenices am Nordsternhimmel. Sie ist schätzungsweise 299 Millionen Lichtjahre von der Milchstraße entfernt und hat einen Durchmesser von etwa 40.000 Lichtjahren. Vom Sonnensystem aus entfernt sich die Galaxie mit einer errechneten Radialgeschwindigkeit von näherungsweise 6.700 Kilometern pro Sekunde.
Im selben Himmelsareal befinden sich unter anderem die Galaxien IC 3837, IC 3877, PGC 43654, PGC 1664190.
Das Objekt wurde am 27. Januar 1904 von Max Wolf entdeckt.